# 邪臨
邪臨（ぼぎわんが、来る）為日本作家澤村伊智於2015年以「澤村電磁」名義發行的日本恐怖小說，為作者成名的處女作。作品敘述了小說主角之一的上班族田原秀樹面臨兒時遭遇的黑暗邪靈再度來襲的危機，同時亦描繪了家庭暴力和虐待兒童問題。該作同時為澤村伊智以靈媒師姐妹為主角的「比嘉姐妹系列 （页面存档备份，存于）」第一作。
2018年，該作改編的漫畫版正式出版；同年12月7日，該作以「來了」（来る）為標題的改編電影正式上映。該電影同時獲得第23回日本網路電影映画大賞的引人深思電影作品賞

## 出版經過
2012年任職自由業者的澤村伊智出於興趣開始執筆創作，截至2014年完成10篇短篇作品。透過日本作家都筑道夫 （页面存档备份，存于）『都筑道夫のミステリイ指南』學習啟蒙、以及自身喜愛的作家殊能将之於34歲出版處女作的啟發，澤村伊智於34歲正式挑戰著作長篇小說。澤村伊智以自身最喜愛的恐怖題材著作成書，請友人試閱評論後，以「澤村電磁」名義和時題為「ぼぎわん」的本作參加第22屆日本HORROR小說大賞獲得首獎。其後澤村伊智將「ぼぎわん」更題為「ぼぎわんが、来る」，於2015年正式出版本作。

## 故事大綱

### 敘事結構
本作分成三個章篇，第1章「訪問者」以新婚的上班族兼部落客田原秀樹作為敘事者，第2章「所有者」敘事者為秀樹的妻子田原香奈，第3章則是以神祕作家野崎昆的視點作為描述。透過每個章篇的主要敘事者交替視點組成還原劇情真相。

### 劇情
田原秀樹兒時因為遭遇「魄饑魔」拜訪的經驗，在心裡留下陰霾。成年後任職「殿田製菓」公司的秀樹邂逅超市店員香奈，結婚搬入新居，育有一女知紗，成為經營育兒部落格的部落客。某日秀樹的同事高梨重明在公司接到尋找秀樹的不明電話，前往公司樓下查視後不久遭不明力量襲擊重傷，在情況日漸惡化的情況下撒手人寰。隨著家庭再度遭遇「魄饑魔」的襲擊，秀樹透過任職民俗學者的友人唐草大悟（電影版為津田大吾）及神祕作家野崎崑（電影版為野崎和浩）的引薦，認識兼任陪酒女（電影版為風俗業者）的兼職靈媒比嘉真琴，但被真琴指稱應該好好對待家人的言論觸怒。真琴志願協助秀樹家除靈，因為自身功力不足而在「魄饑魔」襲擊秀樹家時險些陷入險境，同時秀樹以此契機接觸到真琴的姊姊兼被譽為日本最強靈能者的比嘉琴子。得知田原家狀況的琴子因暫時無法抽身，引薦靈媒逢坂勢津子（電影版為逢坂セツ子）協助田原家，但最終秀樹仍不慎掉入「魄饑魔」的陷阱遭誘騙殺害。
喪夫的香奈因為家庭失去經濟支柱，獨力撫養女兒知紗，該章節同時揭露香奈因為無法忍受秀樹生前在網路世界扮演好父親，實則推卸育兒責任的行徑、肩負家境育兒責任的壓力，開始和唐草大悟產生情愫，反過來對女兒知紗動輒忽略責罵。在真琴偶然再訪香奈協助照顧知紗的期間，香奈決定拋棄知紗交給真琴撫養，此舉觸怒附身知紗的「魄饑魔」重傷真琴和追殺母女倆，最終香奈被「魄饑魔」發現滅口，知紗和真琴則被「魄饑魔」先後短暫帶走。
得知事態的琴子和前來求助的野崎崑商討對策，期間野崎崑意外發現唐草大悟是蓄意接近香奈和招引「魄饑魔」襲擊田原家的關鍵人物，唐草大悟隨後也被「魄饑魔」殺害。琴子為徹底除掉「魄饑魔」，動用權力和人脈號召警界、驅魔界和宗教人士抵達秀樹生前居住的公寓疏散居民和展開大型驅魔儀式，「魄饑魔」亦現身襲擊許多協助驅魔的人員造成嚴重傷亡。救回知紗和真琴、察覺知紗是招引「魄饑魔」的原兇的琴子，欲將知紗流放以絕後患，但由於野崎崑和真琴的制止導致驅魔儀式中斷。最終琴子將知紗、野崎崑和真琴趕出公寓外，以己身之力成功消滅「魄饑魔」。

### 角色介紹

#### 比嘉家相關
比嘉真琴  （電影飾演者：小松菜奈）
本作的女主角之一，神祕作家野崎的女友。兼職陪酒女，私底兼任靈媒的工作。出身自知名的靈媒家族，因為靈力資質不高，出於羨慕姊姊琴子透過自殘覺醒靈力，但也因此喪失生育能力，對姊姊同時抱有敬羨和自卑疏離的情感。本作裡因為接觸田原家的除靈委託認識了知紗，對知紗相當疼愛。
比嘉琴子  （電影飾演者：松隆子）
本作的女主角之一。真琴的姊姊，被譽為日本最強的女靈媒，擁有高強的靈力和廣泛的政府人脈，能夠委託警界高層和其餘靈能者協助除魔任務。因為經歷多次除魔任務，導致身上遍布作戰的傷疤。在本作裡擔任主要的驅魔儀式主持者。

#### 田原家成員
田原秀樹  （電影飾演者：妻夫木聡）
第1章篇的主要敘事者，「殿田製菓」公司員工兼育兒部落格作者。兒時因為經歷「魄饑魔」造訪家裡的經驗，存有心理陰霾。在部落格營造愛護妻女的形象，但在現實裡不僅對照顧女兒的責任反覆推託，還在職場和女同事延伸曖昧關係。後來在家獨處時遭「魄饑魔」設局誘騙，佈置了招引「魄饑魔」的通道和撤走其害怕的物件而遇害身亡，死後因為執念過強導致靈魂駐留生前居住的公寓，最終被前來協助琴子驅魔的靈媒逢坂勢津子超渡。
田原香奈 （電影飾演者：黑木華）
第2章篇的主要敘事者，秀樹的妻子。兒時因為母親酗酒且忽略家庭，發誓不重蹈母親的舊轍。婚前原本是超市員工，辭職和秀樹結婚產下女兒知紗，怨懟於秀樹顧著經營網路形象推卸育兒責任的行為，轉而和民俗學者兼秀樹的友人唐草大悟（電影版為津田大吾）發生婚外情。丈夫過世後由於獨自育兒兼維持生計的壓力，多度遷怒和忽略知紗，更有意將知紗丟給真琴撫養，最終在帶著女兒逃離「魄饑魔」追殺時遭殺害。
田原知紗 （電影飾演者：志田愛珠）
秀樹和香奈的女兒，喜歡吃蛋包飯，和真琴格外親近。因為先後遭父母不善對待，在深感寂寞和傷心的狀態下，吸引精神與之共鳴的「魄饑魔」成為其附身媒介，是導致秀樹和香奈遇害的關鍵人物。
田原志津
秀樹的祖母。生前不堪丈夫的家庭暴力，為報復丈夫遂暗放魔導符，招引「魄饑魔」帶走丈夫，卻埋下日後秀樹家災難的導火線。
田原銀二
秀樹的祖父。罹患認知症。生前曾對志津多度言語暴力。
田原久則
秀樹的叔父。數年前死於交通事故。
田原澄江
秀樹的母親。因為要求秀樹趕回老家參與志津的喪禮，成為喚起秀樹攸關「魄饑魔」記憶的關鍵。

#### 其他角色
野崎昆 / 野崎和浩  （電影飾演者：岡田准一）
第3章篇的主要敘事者，自由神秘作家。「野崎昆」為筆名，本名為「野崎和浩」，秀樹信賴的對象。過去和前任女友相戀時，因為前任女友懷孕且自己未準備好承擔父親的責任，結果導致前任女友被迫墮胎和提出分手，自己亦因此成為深信「不擁有便不會失去重要之人」的性格。在劇情後期和真琴為阻止琴子流放知紗，導致驅魔儀式中斷，琴子為順利除魔遂將野崎、知紗、真琴趕出公寓外。
高梨重明 （電影飾演者：太賀）
秀樹的後輩公司成員，在公司裡是善於營造氣氛的存在，對待秀樹表面友好實則厭惡。在公司因為接獲匿名「知紗」的女性致電秀樹的電話，前去查看後不久遭不明力量（後證實為「魄饑魔」所為）重傷，事隔一年後因為情況惡化辭職住院休養，逝世前警告秀樹兼表達自己的厭惡。
唐草大悟 / （電影）津田大吾  （電影飾演者：青木崇高）
大學教授民俗學的教授（電影版為民俗學者）。表面是秀樹在大學時期的友人，實則藉著掠奪他人珍愛的事物獲得優越感。在秀樹和香奈婚禮當日，藉著贈送守護符為由，將魔導符贈與秀樹，致使「魄饑魔」被引至秀樹家。後來和香奈交往發生關係，亦因為內心的黑暗面招引「魄饑魔」，最終被「魄饑魔」折磨而死。
逢坂勢津子  （電影飾演者：柴田理恵）
平日是家庭主婦，實則隱藏身分修行的靈媒師（電影版則是曾數度應邀登電視節目的知名靈媒師），個性溫厚富人情味，除惡靈時態度則會變得剛毅。被琴子引薦協助秀樹，但在會晤秀樹期間，因為秀樹不慎「魄饑魔」致電時在電話應聲，遭「魄饑魔」重傷失去右臂。後來在琴子主持驅魔儀式期間，引渡不知自己已死亡的秀樹。電影版尾聲於驅魔儀式中犧牲。
電影版名稱以假名「逢坂セツ子」(讀音與勢津子相同)表示。
「魄饑魔」
名稱來自「惡靈(Boogeyman)」，另外也有「坊偽魔」、「怨孤娘」、「撫偽女」等名稱，為生前遭雙親和其他成人虐待、忽視、拋棄、飢餓至死的孩童所集結成的怨靈集合體。能夠模仿當事者熟識的親友聲音和形象，主要襲擊心有弱點或虐待孩童的對象與試圖阻撓祂們的人士。害怕刀具和鏡子。小說版外觀為長者巨大嘴巴的女子形象，電影版則以鬼手與大量血液形象出現。

## 相關作品和商品
- 小説：単行本 (2015年10月30日、KADOKAWA) – ISBN 978-4-04-103556-6；文庫判 (2018年2月24日、角川ホラー文庫) – ISBN 978-4-04-106429-0
- 漫画：1巻 (2018年12月7日、KADOKAWA) – ISBN 978-4040653273

- 電影：來了（来る），2018年12月7日上映。由岡田准一[6]、妻夫木聡[6]、黒木華[6]、志田愛珠[6]、小松菜奈[6]、松隆子[6]主演，中島哲也執導。

- 原聲帶：オリジナルサウンドトラック（CD1枚組　RBCP-3306） ；發行日：2019年1月9日。標籤：Rambling RECORDS。

- Blu-ray豪華版（Blu-ray2枚組　TBR-29153D）；DVD通常版（DVD1枚組　TDV-29154D）；発行日：2019年7月3日。發售商：東宝株式会社。

## 外部連結
- 第22回日本ホラー小説大賞受賞！最終選考・予備選考ともに全選考委員が賞賛！ぼぎわんが、来る 澤村伊智 （页面存档备份，存于） – 原作特設サイト
- 映画『来る』公式サイト （页面存档备份，存于）
- 映画『来る』公式的X（前Twitter）
- 来る – 映画・映像 （页面存档备份，存于） – 東宝WEB SITE
- 映画情報
  - 来る （页面存档备份，存于） – 映画.com
  - 来る （页面存档备份，存于） – allcinema
  - 来る （页面存档备份，存于） – KINENOTE
  - 来る （页面存档备份，存于） – 映画ナタリー
  - 来る （页面存档备份，存于） – シネマトゥデイ
  - 来る （页面存档备份，存于） – Movie Walker

[[Category::機能不全家庭題材電影]]